# Шакуловское сельское поселение
Шакуловское се́льское поселе́ние — муниципальное образование в Канашском районе Чувашии Российской Федерации.
Административный центр — село Шакулово.

## История
Статус и границы сельского поселения установлены Законом Чувашской Республики от 24 ноября 2004 года № 37 «Об установлении границ муниципальных образований Чувашской Республики и наделении их статусом городского, сельского поселения, муниципального района и городского округа»

## Население
| 2010 | 2012  | 2013 | 2014 | 2015 | 2016 | 2017 |
| ---- | ----- | ---- | ---- | ---- | ---- | ---- |
| 1082 | ↘1034 | ↘967 | ↘926 | ↘903 | ↘883 | ↘875 |
| 2018 | 2019  | 2020 | 2021 |      |      |      |
| ↘844 | ↘809  | ↘782 | ↘753 |      |      |      |

## Состав сельского поселения
| № | Населённый пункт | Тип населённого пункта       | Население |
| - | ---------------- | ---------------------------- | --------- |
| 1 | Аниш-Ахпердино   | деревня                      | ↗421      |
| 2 | Старое Ахпердино | деревня                      | →251      |
| 3 | Шакулово         | село, административный центр | →417      |